# Зеленодольский городской совет
Зеленодольский городской совет (укр. Зеленодольська міська рада)  — административно-территориальная единица и соответствующий орган местной власти в составе Криворожского района (ранее до 2020 г. Апостоловского района) Днепропетровской области Украины.
Административный центр городского совета находится в г. Зеленодольск.

## Населённые пункты совета
- г. Зеленодольск
- с. Малая Костромка